# TotalEnergies

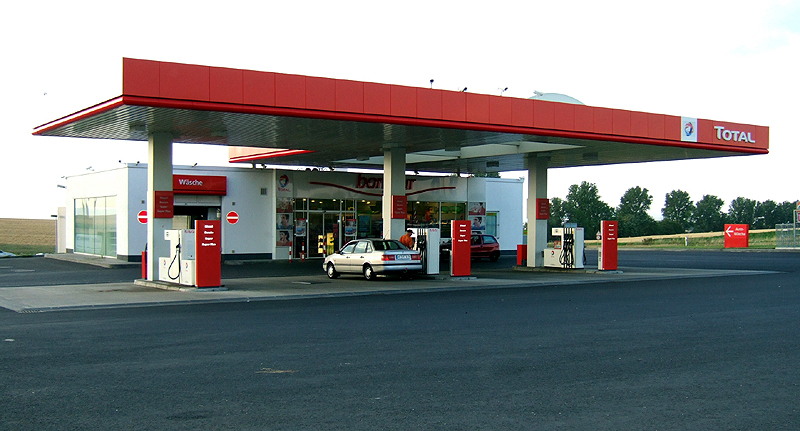
Čerpací stanice TOTAL

TotalEnergies je nadnárodní francouzská společnost zaměřená na zpracování ropy. Byla založená roku 1924 a sídlí v Courbevoii ve Francii. Provozuje síť téměř 17 000 čerpacích stanic a po celém světě zaměstnává přes 96 000 zaměstnanců. Od dubna 2019 je sponzorem cyklistického týmu Total Direct Energie.

## Hospodářské výsledky
| Rok             | 2002   | 2003    | 2004  | 2005    | 2006    | 2007    | 2008    | 2009    |
| --------------- | ------ | ------- | ----- | ------- | ------- | ------- | ------- | ------- |
| Obrat (v mld €) | 102,54 | 104,652 | 122,7 | 137,607 | 153,802 | 158,752 | 179,976 | 131,327 |
| Zisk (v mld €)  | 6,26   | 7,344   | 9,039 | 12,003  | 12,585  | 12,203  | 13,92   | 7,784   |